# Петровское (Галичский район)
Петро́вское — деревня в Дмитриевском сельском поселении Галичского района Костромской области России.

## География
Деревня расположена у реки Тёбза.

## История
Согласно Спискам населённых мест Российской империи в 1872 году усадьба Петровское относилась к 2 стану Галичского уезда Костромской губернии. В ней числилось 8 дворов, проживали 31 мужчина и 44 женщины.
Согласно переписи населения 1897 года в деревне проживало 97 человек (38 мужчин и 59 женщин).
Согласно Списку населённых мест Костромской губернии в 1907 году деревня относилась к Селецкой волости Галичского уезда Костромской губернии. По сведениям волостного правления за 1907 год в ней числилось 22 крестьянских двора и 120 жителей. Основными занятиями жителей деревни были малярный промысел и сельскохозяйственные работы.
До муниципальной реформы 2010 года деревня входила в состав Пронинского сельского поселения.

## Население
| 2008 | 2010 | 2012 | 2014 |
| ---- | ---- | ---- | ---- |
| 0    | →0   | →0   | →0   |